# Pascal Olmeta
Pascal Olmeta (* 7. April 1961 in Bastia) ist ein französischer Fußballtorhüter.
Er gewann die französische Meisterschaft mit Olympique de Marseille 1991, 1992 und 1993. 1991 erreichte er das Finale des Europapokals der Landesmeister und gewann im Jahr 1993 die Champions League.

## Jugend
Pascal Olmeta begann als Kind in der Leichtathletik und gewann den korsischen Meistertitel im Speerwerfen in der Juniorenkategorie. Seine Fußballkarriere begann er bei den  Amateuren des CA Bastia.

## Karriere

### Verein
Nachdem er auf seiner Heimatinsel Bastia Profi wurde, schloss er sich dem Kontinent mit Toulon an. Dank seiner Konstanz und Extravaganz, wurde er einer der prominentesten Torhüter der Division 1. Anschließend unterschreibt er beim ambitionierten Matra Racing de Paris, einem Team aus Stars, darunter Maxime Bossis, Enzo Francescoli, Pierre Littbarski und sogar David Ginola. Pascal spielte mit letzterem bereits in Toulon zusammen. Es war ein totaler Misserfolg für dieses Pariser Team, was dazu führte, dass Jean-Luc Lagardère und Matra sich am Ende der Saison 1988/89 zurückzogen. Pascals Karriere in Paris endete in der folgenden Saison, mit einer Niederlage im Coupe de France-Finale gegen Montpellier im Jahr 1990.
Nach Matra Racing unterschrieb Pascal Olmeta bei Olympique Marseille. Mit OM gewann er zweimal den Titel des französischen Meisters. Während der Saison 1992/93 wurde er jedoch durch den Aufstieg von Fabien Barthez auf die Bank verdrängt. In derselben Saison gewann Olympique Marseille die Champions League im Olympiastadion in München und besiegte im Finale Fabio Capellos AC Mailand.
Im Sommer 1993 unterschrieb er trotz seiner Verbundenheit mit OM bei Olympique Lyon. Unter der Leitung von Jean Tigana und Guy Stéphan wurde er zu einem der beliebtesten Spieler des Gerland-Publikums und übernahm sogar den Kapitänsposten der Mannschaft. Allerdings wurde er im Januar 1997 vom Verein entlassen, nachdem er seinen Teamkollegen Jean-Luc Sassus geschlagen hatte. Er wurde im Tor durch den jungen Torhüter Grégory Coupet ersetzt.
Olmeta fand Zuflucht bei Espanyol Barcelona, wo er kaum zum Einsatz kam. Anschließend kehrte er zu Gazélec Ajaccio in seine korsische Heimat zurück. Nachdem er den Aufstieg in die Division 2 auf dem Platz gewann, dieser aber, weil der andere Verein der Stadt AC Ajaccio bereits in der Division 2 spielte, verwehrt wurde, beendete er seine Profikarriere.
Im Jahr 2022 zählt ihn die Zeitschrift So Foot auf Platz 101, der 1000 besten Spielern der französischen Meisterschaft.

### Nationalmannschaft
Pascal Olmeta hat nie für die französische A-Mannschaft gespielt, wurde jedoch mehrfach ins Aufgebot berufen. Während des Spiels gegen Luxemburg am 30. Oktober 1985 saß er zum ersten Mal auf der Ersatzbank. Es wurde erwartet, dass er als dritter Torwart in den französischen Kader der EM 92 in Schweden aufgenommen wird, die Liste war jedoch auf 20 Plätze begrenzt. Der damalige Trainer Michel Platini entschied sich dafür, nur zwei Torhüter mitzunehmen: Bruno Martini und Gilles Rousset.

## Beachsoccer
Nachdem er sich vom Fußball zurückgezogen hatte, begann er mit Beachsoccer und war Finalist bei der Weltmeisterschaft 2001. Er schloss sich Éric Cantona in der französischen Beachsoccer-Mannschaft an, mit der er im Finale der Beachsoccer-Weltmeisterschaft 2001 verlor. Er wurde zum besten Torhüter des Turniers gewählt.